# Карай-Салтыково
Карай-Салтыково — село в Инжавинском районе Тамбовской области России. 
Административный центр Карай-Салтыковского сельсовета.

## География
Расположено на реке Карай (при её впадении в Ворону), в 7 км к востоку от райцентра, посёлка городского типа (рабочего посёлка) Инжавино, и в 90 км по прямой к юго-востоку от центра города Тамбова.
При селе находится рыбхоз «Карай».

## Население
| 2002 | 2010  |
| ---- | ----- |
| 1244 | ↘1032 |

Согласно результатам переписи 2002 года, в национальной структуре населения русские составляли 97 % от жителей.